# Marchandiomphalina foliacea
Marchandiomphalina foliacea är en lavart som först beskrevs av P.M. Jørg., och fick sitt nu gällande namn av Diederich, Manfr. Binder & Lawrey 2007. Marchandiomphalina foliacea ingår i släktet Marchandiomphalina och familjen Corticiaceae.   Inga underarter finns listade i Catalogue of Life.